# Малая Сарапулка
Ма́лая Сарапу́лка — река в России, в Удмуртской Республике. Устье реки находится в 271 км по правому берегу реки Камы, немного ниже города Сарапул, у деревни Усть-Сарапулка. Длина реки составляет 52 км, площадь водосборного бассейна 281 км². Исток находится в Малопургинском районе, далее протекает по Сарапульскому району.
Крупнейший левый приток реки — Небеговка, её устье находится в 11 км от устья Малой Сарапулки. Также слева в неё впадает река Межная. Справа в неё впадают реки Рассоха, Кигбаниха, Колбика. На реке находятся сёла Сигаево и Кигбаево.
Средний уклон реки составляет 2,6 м/км, ширина русла в нижнем течении составляет 8 — 12 м. Скорость течения в среднем течении составляет 0,4 м/с и 0,6 м/с в нижнем течении.

## Данные водного реестра
По данным государственного водного реестра России относится к Камскому бассейновому округу, водохозяйственный участок реки — Кама от Воткинского г/у до Нижнекамского г/у без рр. Буй (от истока до Кармановского г/у), Иж, Ик и Белая, речной подбассейн реки — бассейны притоков Камы до впадения Белой. Речной бассейн реки — Кама.
Код объекта в государственном водном реестре — 10010101412111100015878.